# Beihania philbyi
Beihania philbyi là một loài bướm đêm trong họ Noctuidae.